# Iablunivka, Slavuta
Iablunivka (în ucraineană Яблунівка) este un sat în comuna Maneatîn din raionul Slavuta, regiunea Hmelnîțkîi, Ucraina.

## Demografie
Componența lingvistică a localității Iablunivka
     Ucraineană (99,65%)
     Alte limbi (0,35%)
Conform recensământului din 2001, majoritatea populației localității Iablunivka era vorbitoare de ucraineană (99,65%), existând în minoritate și vorbitori de alte limbi.